# Ernst Nilsson (ingenjör)
Ernst Julius Nilsson, född 31 januari 1874 i Normlösa församling i Östergötland, död 3 augusti 1946 i S:t Matteus församling i Stockholm, var en svensk väg- och vattenbyggnadsingenjör och konstruktör av många broar i Stockholm.

## Liv och verk

### Utbildning och befattningar
Ernst Nilsson avlade 1894 mogenhetsexamen i Linköping och skrev 1895 in sig på KTH i Stockholm. Sin utbildning till väg- och vattenbyggnadsingenjör avslutade han i april 1899. Därefter följde olika anställningar, bland annat som brokonstruktör vid Fritz Söderberghs konstruktionsbyrå och 1903 som brokonstruktör vid Stockholms byggnadskontor. År 1906 blev han löjtnant i Väg- och vattenbyggnadskåren och 1914 kapten. Från 1911 var han ägare av firma Brokonstruktionsbyrån Nilsson & Co. Mellan 1920 och 1940 var han  chef för Stockholms hamnstyrelses brokonstruktionsbyrå.

### Brokonstruktör
S:t Eriksbron blev en av Nilssons första större konstruktionsuppgifter, och vid ombyggnaden av bron 1935–37 utförde han konstruktionsarbete samt teknisk kontroll. Ernst Nilsson skulle så småningom bli tongivande och involverad i många av Stockholms större broprojekt, ofta genom avancerade hållfasthetsberäkningar. Han samarbetade med ingenjören Salomon Kasarnowsky på områdena svetsteknik och hållfasthetsberäkningar. Bland Nilssons svenska broprojekt på 1930-talet fick troligen Västerbron störst internationell uppmärksamhet. Arkitekt var Paul Hedqvist.

#### Broar i urval
- S:t Eriksbron (1903, ombyggnad 1937)
- Järnvägsbron, Vänersborg (1916)
- Danviksbron (1922)
- Liljeholmsbron (1928)
- Årstabron (1929)
- Tranebergsbron (1934)
- Västerbron (1935)

#### Bilder

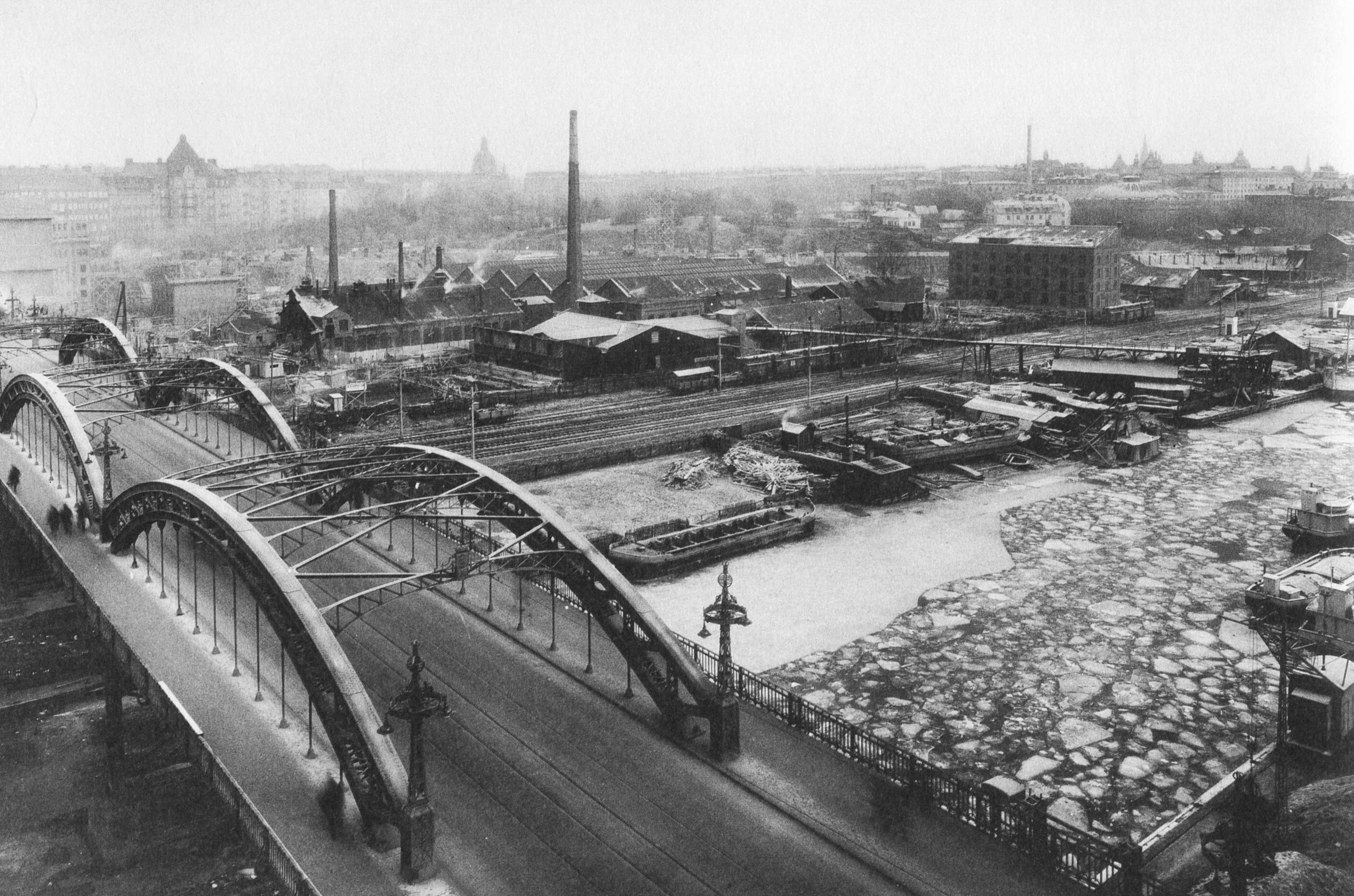
S:t Eriksbron
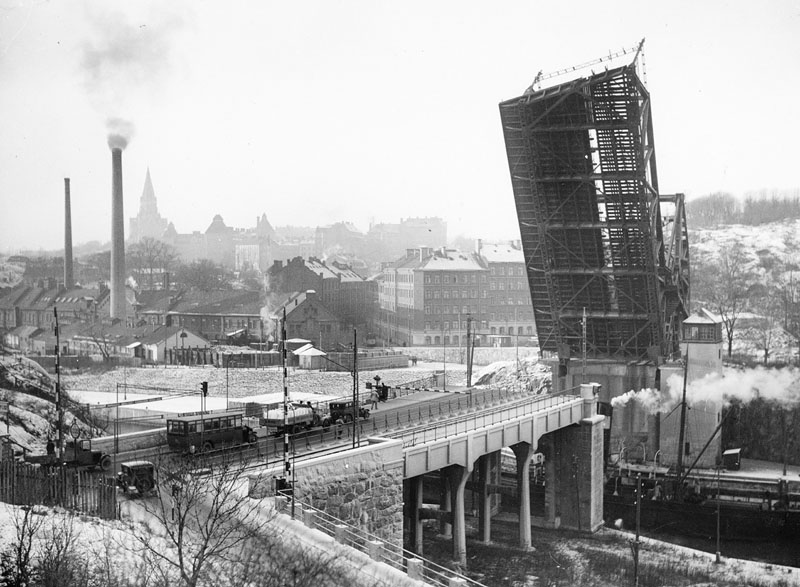
Danviksbron
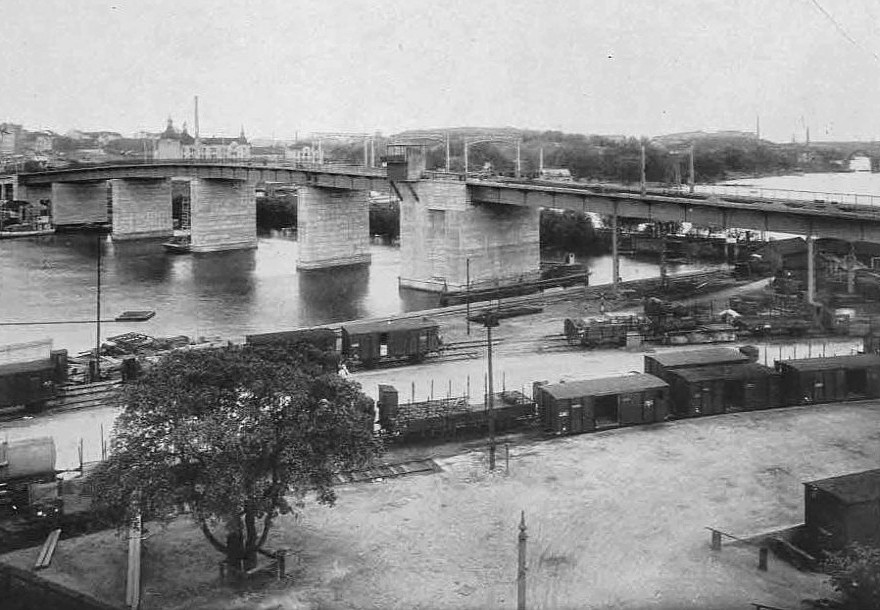
Liljeholmsbron
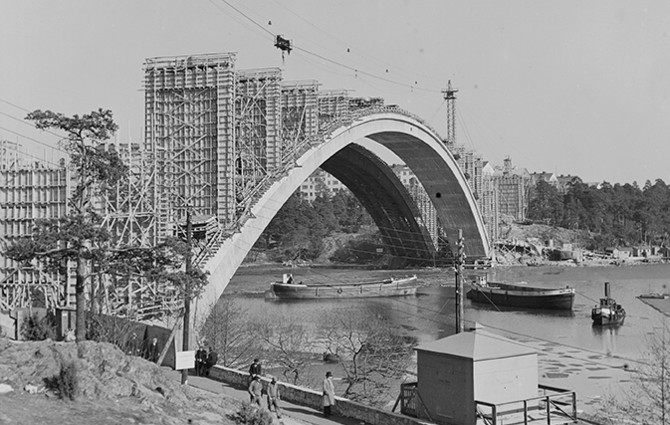
Tranebergsbron
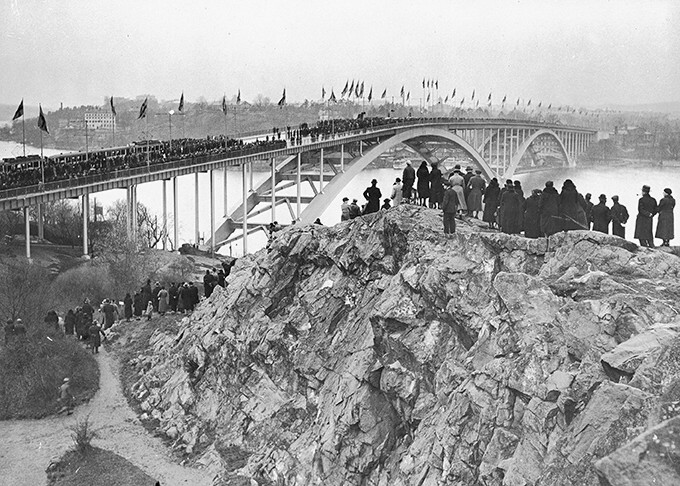
Västerbron

### Trafiklösningar
Nilsson var tidig med tekniska lösningar som skulle lösa Stockholms trafikproblem, exempelvis ringleder kring och öster om Stockholm. Bland annat utarbetade han 1935 ett förslag för Österleden. Han tänkte sig en gigantisk högbro med 60 meters segelfri höjd från Fåfängans högsta punkt över Stockholms inlopp till Djurgården och vidare till Östermalm. Hans förslag till österled förkastades dock av stadsplanenämnden, mest på grund av estetiska skäl. I början av 1940 presenterade Nilsson förslag till ytterligare en ringled längre österut, med sträckning Värmdö-Lidingö-Bogesundslandet. Inte heller det förslaget realiserades.